# District de l'agglomération périgourdine
Le district de l'agglomération périgourdine est un ancien district urbain français, situé dans le département de la Dordogne, en région Aquitaine. 

## Historique
Le 1er janvier 1994, le district de l'agglomération périgourdine est créé en remplacement du syndicat intercommunal à vocations multiples de Périgueux (SIVOM) créé en octobre 1988 pour prendre la suite du syndicat intercommunal des transports en commun (Péribus) en élargissant ses compétences.
Sur les neuf communes du SIVOM (Atur, Boulazac, Champcevinel, Chancelade, Coulounieix-Chamiers, Marsac-sur-l'Isle, Notre-Dame-de-Sanilhac, Périgueux et Trélissac), seules sept intègrent le district (Atur et Boulazac n'en font pas partie).
Au 1er janvier 2000, le district disparait, remplacé par la communauté d'agglomération périgourdine, créée le 20 décembre 1999.